# Prefa Aluminiumprodukte
PREFA Aluminiumprodukte GmbH er en østrigsk producent af tag-, sol- og facadesystemer i aluminium. Deres hovedkvarter er i Lilienfeld i Traisental, Niederösterreich. Virksomheden er en del af Cornelius Grupp. PREFA har over 700 ansatte på fabrikker i Marktl (Østrig) og Wasungen (Tyskland).